# Fototranzistor

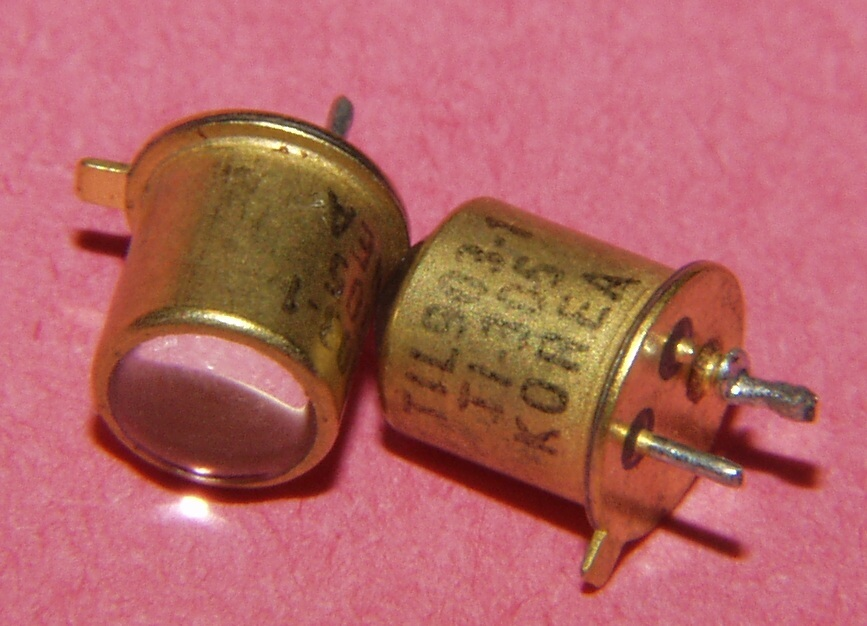
Fototranzistor

Fototranzistor je v elektrotechnice typ polovodičové součástky využívající vnitřní fotoelektrický jev. Světelné záření dopadající do kolektorového PN přechodu otevře průchod proudu mezi bází a emitorem. Tranzistor se otevře a prochází jím proud z připojeného zdroje, jehož velikost je úměrná intenzitě dopadajícího záření.
Pro zvětšení citlivosti se tranzistory vyrábějí v tzv. Darlingtonově zapojení. Nevýhodou takovýchto tranzistorů je poměrně nízká rychlost působení, která znemožňuje, aby fototranzistory pracovaly s frekvencí vyšší než 50 kHz. Pro vyšší frekvence se používají fototranzistory řízené elektrickým polem.

## Popis
Fototranzistor je bipolární křemíkový tranzistor, jehož emitorový přechod je přístupný světlu. Zapojuje se s společným emitorem, vnější zdroj se připojuje mezi kolektor a emitor tak, aby kolektorový přechod byl polarizován závěrně. Báze zpravidla nebývá vyvedena. Princip spočívá v tom, že emitorový přechod je otvírán osvětlením, počet uvolněných nosičů se zvětšuje úměrně s osvětlením a je zesilován jako proud báze v bipolárním tranzistoru. Vlivem tohoto zesilovacího účinku mají fototranzistory větší citlivost na osvětlení než fotodiody. Neozářeným fototranzistorem prochází kolektorový proud, zvaný proud za temna I0, který je určen zbytkovým proudem tranzistoru ICE0. Voltampérové charakteristiky mají tvar výstupních charakteristik bipolárního tranzistoru, parametrem je zde namísto proudu báze osvětlení E.

## Značení
| Schematická značka fototranzistoru | Schematická značka fototranzistoru |

## Zajímavosti
Fototranzistor si snadno můžete vyrobit z "obyčejného" tranzistoru v kovovém pouzdře tak, že do pouzdra opatrně (nesmíte poškodit samotný tranzistor) vyvrtáte otvor propouštějící světlo. Vložením LED diody do otvoru a případným odstíněním od vnějšího osvětlení získáte optočlen.